# TV 2 Nyhetskanalen
TV 2 Nyhetskanalen er den første norske nationale rene nyhedskanal og udsender nyheder 24 timer i døgnet.  Kanalen havde første regelmæssige udsendelse 15. Januar 2007. De første syv måneder kom udsendelserne fra norske TV 2's hovedkontor i Bergen, men fra 12 august 2007, tog kontoret i hovedstaden Oslo over afviklingen af udsendelserne i løbet af dagen.
Kanalen har sendt forvaltning af programmerne i studiet i perioden 06.30-23.30, men er bemandet døgnet rundt. Derfor kn kanalen hurtigt gå på luften med de seneste nyheder – selv nyheder og begivenheder der sker om natten. Gennem natten, sendes dagens nyheder non-stop ("nyhedeshjul"). Samtidig ruller det gennem dagen, nyhedsoverskrifter nederst på skærmen opdateres løbende. 

Senere er  TV 2 Nyhetskanalen's tilbud i weekenden udvidet. Kanalen udsender i øjeblikket som eneste norske tv-kanal, nyheder, vejr, sport og aktuelle gæster i programmet "Nyhetsfrokost" om morgenen i weekenden.